# Guvernoratul Luxor
Guvernoratul Luxor (în arabă الأقصر) este o unitate administrativă de gradul I, situată  în  partea de centrală a Egiptului. Reședința sa este orașul Luxor.